# Sopwith 7F.1 Snipe
Sopwith 7F.1 Snipe byl britský jednomístný stíhací dvouplošník vyráběný firmou Sopwith Aviation Company a používaný v 1. světové válce i po ní. Pravděpodobně se jednalo o poslední typ stíhacího letounu, který byl vyvinut státy Trojdohody před koncem války.

## Historie
Snipe (bekasína) byl navržen v roce 1917 Herbertem Smithem, hlavním konstruktérem firmy Sopwith Aviation Company. Byl určen k tomu, aby nahradil jejich vůbec nejúspěšnější stíhačku – slavný Sopwith Camel, který se od května 1917, kdy byl přidělen k jednotkám na frontě, nesmazatelně zapsal do dějin Velké války. Sériová výroba Snipe začala roku 1918 a první objednávka britské admirality činila úctyhodných 4500 strojů. Poměrně záhy se stíhačky Snipe dostaly na frontu, jako první je obdržela 43. squadrona RAF. Také je získaly australské jednotky AFC a krátce po válce i kanadské letectvo (předchůdce pozdějšího Royal Canadian Air Force), kde sloužil do roku 1923.
Ve srovnání s Camely měl pilot nového stíhače lepší výhled z kokpitu. Stroj byl velice obratný a také výborně ovladatelný (zejména ve srovnání s Camelem). I stoupavost stroje byla lepší než u Camelu (a také proti řadě jiných typů stíhaček). Díky tomu se mohl v boji měřit i s nejnovějšími německými stíhačkami. Na počátku výroby se zaváděly četná menší vylepšení konstrukce. Snipe byl poháněn výkonným rotačním devítiválcem Bentley B.R.2. Dosahoval maximální rychlosti 195 km/h ve výšce 3048 metrů (Camel měl maximální rychlost okolo 183 km/h) a vytrvalost letu 3 hodiny. Výzbroj tvořily dva kulomety Vickers ráže 7,7 mm a stíhač byl také schopen unést, podobně jako Camel, čtyři tříštivé pumičky, každá o hmotnosti po 25 librách (11,34 kg).

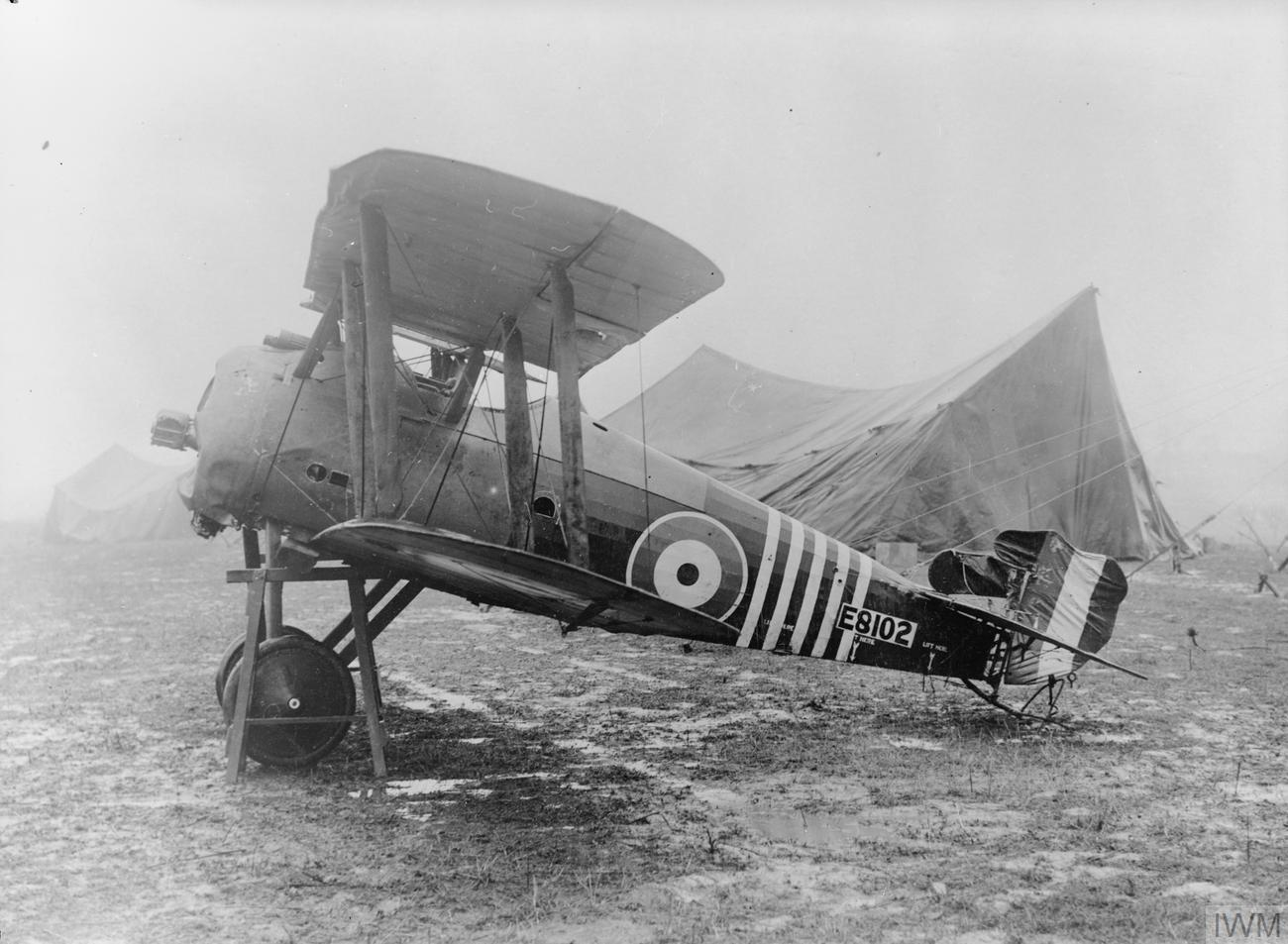
Snipe Williama Barkera

Sopwith 7F.1 Snipe se dostal na frontu nejprve ke 43. peruti RAF koncem srpna 1918, do bojů byl nasazen v září 1918 a v krátkém čase své služby na konci války prokázal své kvality během řady vzdušných bojů. V historii tohoto typu pravděpodobně navždy zůstane jako památný den 27. října 1918, kdy se major William George Barker, DSO & Bar, MC & Two Bars, kanadské stíhací eso, dočasně přidělený k 201. stíhací squadroně, střetl ve výšce okolo 6400 metrů s německým dvoumístným letounem a sestřelil jej. Brzy nato na něj zaútočil nepřátelský Fokker D.VII a Kanaďan sestřelil i ten. Barker, zcela osamocen, byl poté napaden formací asi šedesáti německých Fokkerů D.VII, které v té době byly považovány za nejkvalitnější německé stíhačky první světové války. Baker, který v předchozích šarvátkách utrpěl vážná zranění, se přesto vrhnul proti nepřátelským letounům a čtyři z nich sestřelil. Nakonec se mu podařilo odletět zpět za britské linie, kde se už zřítil k zemi. Za svůj hrdinský čin získal nejvyšší britské válečné vyznamenání, Viktoriin kříž.[zdroj?]
Sopwith Snipe během své krátké válečné kariéry dobyl mnoho vítězství. V roce 1919 se také zúčastnil bojů na straně bělogvardějců v ruské občanské válce proti bolševické Rudé armádě. Bolševici několik těchto letounů RAF ukořistili a následně zapojili zpět do bojů na své straně. Výroba letounu Sopwith 7F.1 Snipe skončila v roce 1919. Celkem bylo vyrobeno méně než 500 kusů, zbytek objednávek byl zrušen kvůli masivnímu snížení britského armádního rozpočtu po konci války. Kolem poloviny 20. let byl Snipe postupně vyřazován ze služby RAF, kariéru v Královském letectvu definitivně ukončil roku 1926.

## Ve službách států
- Austrálie (AFC)
- Kanada (CAF)
- Velká Británie (RFC, RAF)

## Nasazení u jednotek

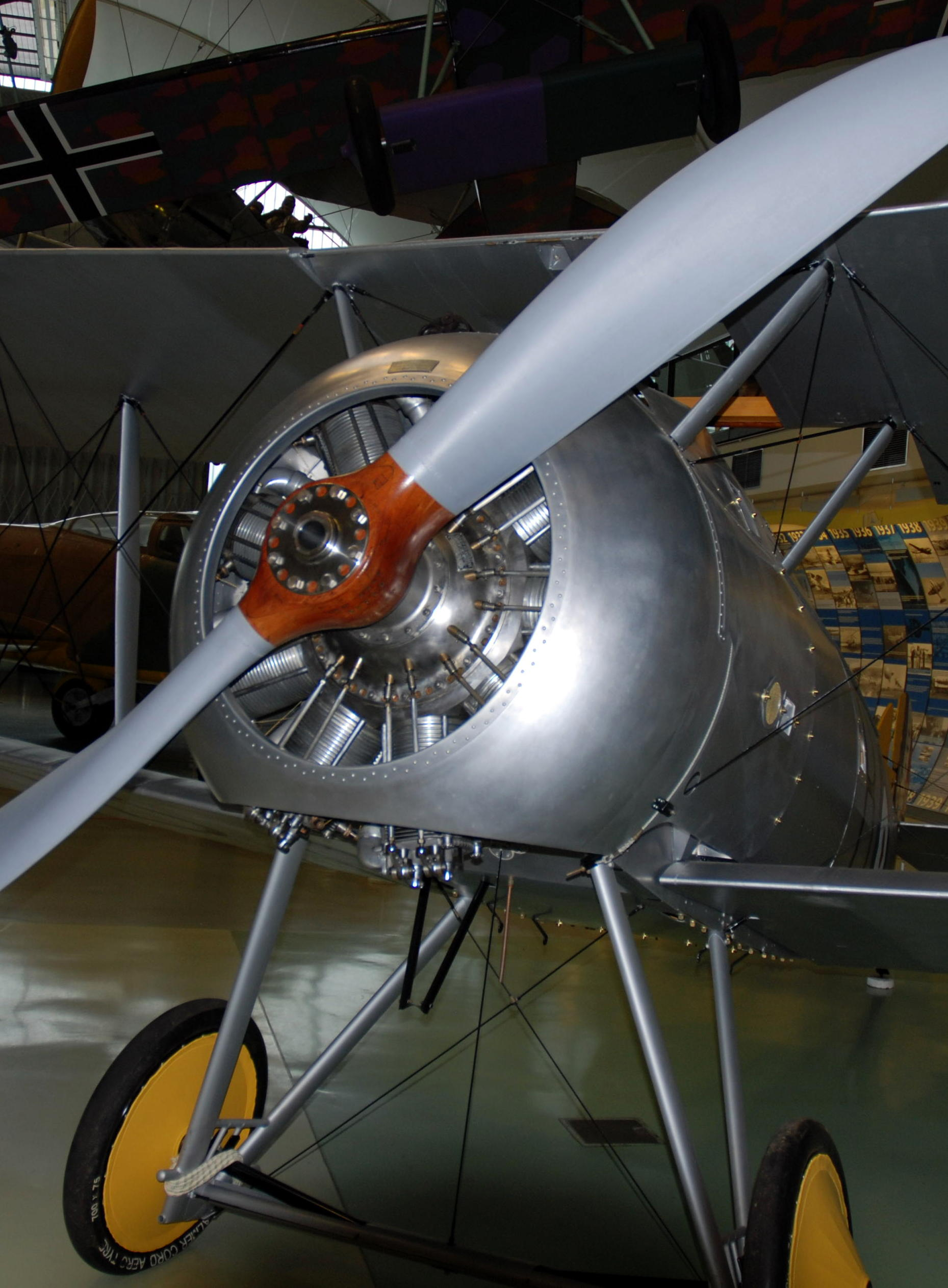
Sopwith Snipe, RAF Museum, Hendon

- Royal Air Force
  - 3. peruť RAF
  - 19. peruť RAF
  - 23. peruť RAF
  - 25. peruť RAF
  - 29. peruť RAF
  - 43. peruť RAF
  - 70. peruť RAF
  - 78. peruť RAF
  - 80. peruť RAF
  - 87. peruť RAF
  - 112. peruť RAF
  - 201. peruť RAF
  - 208. peruť RAF

- Australian Flying Corps
  - 4. peruť
  - 8. peruť

- Canadian Air Force
  - 1. peruť

## Popis konstrukce

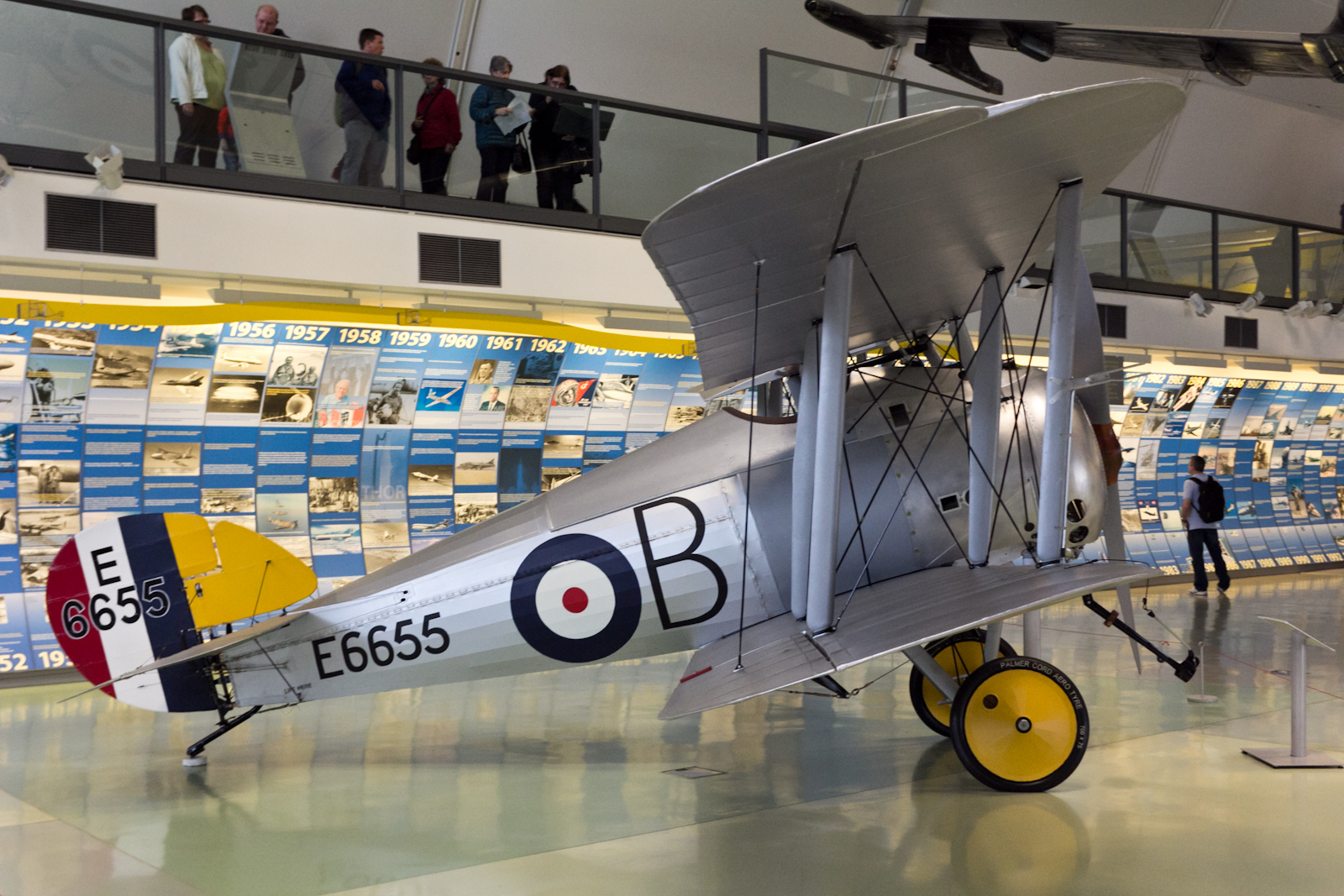
Sopwith Snipe

(Údaje platí pro stroje ze sériové výroby konečného provedení, kdy křidélka a směrovka již mají rohové odlehčení.)
Jednomístný jednomotorový dvoupříhradový dvouplošník se stupněnými křídly (stupnění křídel 406,4 mm), smíšené konstrukce s plátěným potahem, s pevným ostruhovým podvozkem. Vzepětí křídel 4 stupně, úhel nastavení 1 stupeň 50 minut. Rozchod podvozku 1524 mm, vysokotlaké pneumatiky Palmer (rozměr 700×75 mm). Poháněl jej vzduchem chlazený zážehový rotační devítiválec Bentley B.R.2 o výkonu 230 hp (171,5 kW) při 1300 ot/min. Vrtule typu Lang 4040 o průměru 2768 mm. Výzbroj tvořily dva synchronizované kulomety Vickers kalibru 0.303" (7,7 mm). Mimo to bylo možno na závěsníky po trupem umístit až 100 liber (45,36 kg) leteckých pum (čtyři 25liberní tříštivé pumičky).

## Specifikace

### Technické údaje
- Posádka: 1 (pilot)
- Rozpětí: 9,474 m
- Délka: 6,045 m
- Výška: 2,895 m
- Nosná plocha: 25,177 m²
- Plošné zatížení:
- Hmotnost prázdného letounu: 595 kg
- Vzletová hmotnost : 916 kg
- Pohonná jednotka: 1 × rotační motor Bentley B.R.2
- Výkon motoru: 230 hp (172 kW)

### Výkony
- Maximální rychlost: 195 km/h ve výšce 3 048 m
- Dostup: 6 096 m
- Čas výstupu do výšky 3048 m: 9 min 25 s
- Vytrvalost: 3 hod
- Poměr hmotnost÷výkon: 5,57 kg/kW

### Výzbroj
- 2 × synchronizovaný kulomet Vickers ráže 7,7 mm
- až 100 lb (45 kg) pum